# Sophie Rossard
Sophie Rossard (ur. 4 czerwca 1994) – francuska siatkarka, grająca na pozycji rozgrywającej. Od sezonu 2019/2020 występuje w drużynie SRD Saint-Dié-des-Vosges.
Jej starszy brat Nicolas, również jest siatkarzem i gra na pozycji libero.

## Sukcesy klubowe
Puchar Francji:
- 2017